# Rat Westwick

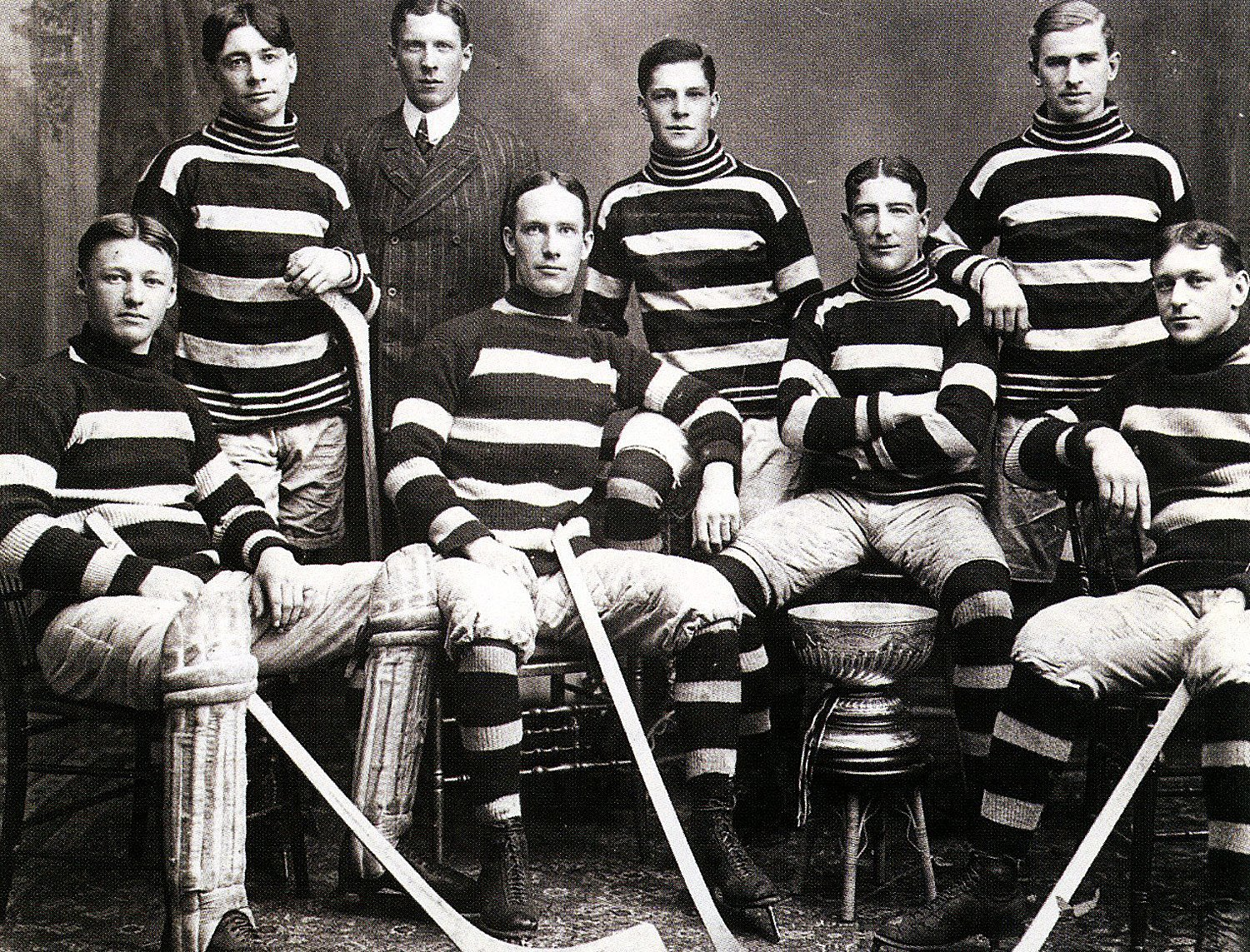
Harry Westwick, längst till vänster i översta raden, med Ottawa Hockey Club och Stanley Cup 1905.

Harry "Rat" Westwick, född 23 april 1876 i Ottawa, död 3 april 1957 i Ottawa, var en kanadensisk ishockeyspelare och lacrossespelare. Som ishockeyspelare var Rat Westwick, som spelade på roverpositionen, med och vann fyra Stanley Cup-titlar med Ottawa Hockey Club åren 1903–1906.
Sitt smeknamn "Rat"  fick Westwick sedan en journalist i Quebec beskrivit honom som en "miserabel betydelselös råtta".
Rat Westwick valdes in som ärad medlem i Hockey Hall of Fame 1962.